# Даниел Иванов (футболист)
Даниел Иванов е български футболист, нападател на ЦСКА (София). От септември 2020 е даден под наем в отбора на Нефтохимик (Бургас). От Януари 2021 даден под наем в отбора на Литекс Ловеч.

## Професионална кариера
Юноша на Черно море Варна, след което преминава в школата на Ботев Пловдив, а от лятото на 2018 е в школата на ЦСКА. Играе като атакуващ полузащитник. През сезон 2019/2020 тренира с първия състав и дори записва минути в контролни срещи през ноември 2019. В края на май след паузата поради извънредното положение в страната във връзка с епидемията от Ковид 19 е повикан да тренира с първия тим на ЦСКА. Шампион на България до 19 години за сезон 2019/20. Най-добър млад футболист на ЦСКА за 2019.
Играе за националния отбор на България до 17 години.